# Nessuno ne uscirà vivo
Nessuno ne uscirà vivo (No One Gets Out Alive) è un film del 2021 diretto da Santiago Menghini e tratto dall'omonimo romanzo di Adam Nevill.

## Trama
Ambar, una donna messicana immigrata negli Stati Uniti d'America e in difficoltà nell'avere i documenti in regola, va ad alloggiare in una squallida pensione. Qui inizia ad avere visioni ed episodi inquietanti, finché non si convince a voler lasciare il posto, ma non riuscendo a trovare un lavoro ed essendo in difficoltà economiche, chiede indietro la caparra per l'affitto a Red, il proprietario dello stabile.
Da questo momento interviene il fratello di Red, Becker un uomo plagiato da un demone antico trovato in Messico nel 1963, Ambar prova a scappare ma viene data in pasto al demone che però la risparmia.
Alla fine Ambar riesce ad uccidere Becker mentre Red viene ucciso dal demone, Ambar pensa di essere libera, ma non uscirà più da quella casa. 

## Distribuzione
Il film è stato distribuito sulla piattaforma Netflix dal giorno 29 settembre 2021.